# Tytthobittacus macalpinei
Tytthobittacus macalpinei är en näbbsländeart som beskrevs av Courtenay N. Smithers 1973. Tytthobittacus macalpinei ingår i släktet Tytthobittacus och familjen styltsländor. Inga underarter finns listade i Catalogue of Life.